# U-981
Unterseeboot 981 foi um submarino alemão do Tipo VIIC, pertencente a Kriegsmarine que atuou durante a Segunda Guerra Mundial.

## Comandantes
| Comandante           | Data                                       |
| -------------------- | ------------------------------------------ |
| Oblt. Walter Sitek   | 3 de junho de 1943 - 27 de junho de 1944   |
| Oblt. Günther Keller | 28 de junho de 1944 - 12 de agosto de 1944 |

## Subordinação
Durante o seu tempo de serviço, esteve subordinado às seguintes flotilhas:
| Período                                      | Flotilha                                  |
| -------------------------------------------- | ----------------------------------------- |
| 3 de junho de 1943 - 30 de novembro de 1943  | 5. Unterseebootsflottille (treinamento)   |
| 1 de dezembro de 1943 - 12 de agosto de 1944 | 6. Unterseebootsflottille (serviço ativo) |

## Operações conjuntas de ataque
O U-981 participou das seguinte operações de ataque combinado durante a sua carreira:
- Rudeltaktik Coronel 1 (14 de dezembro de 1943 - 17 de dezembro de 1943)
- Rudeltaktik Sylt (18 de dezembro de 1943 - 23 de dezembro de 1943)
- Rudeltaktik Rügen 1 (23 de dezembro de 1943 - 28 de dezembro de 1943)
- Rudeltaktik Rügen 2 (28 de dezembro de 1943 - 7 de janeiro de 1944)
- Rudeltaktik Rügen (7 de janeiro de 1944 - 26 de janeiro de 1944)